# Great Blue Hole

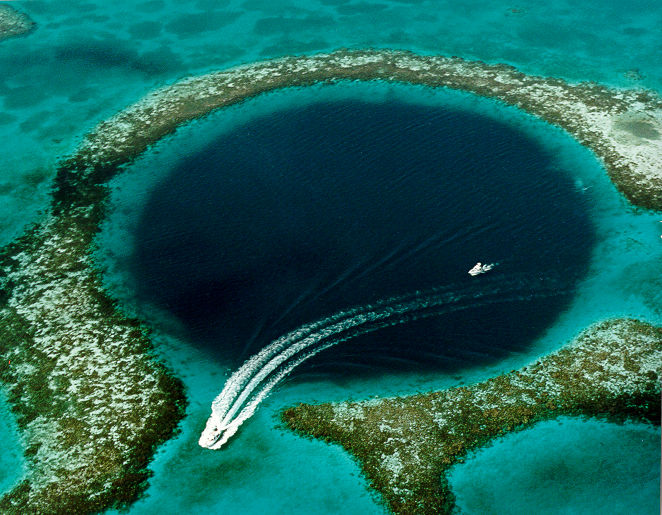
Great Blue Hole w okolicach Ambergris Cay w Belize

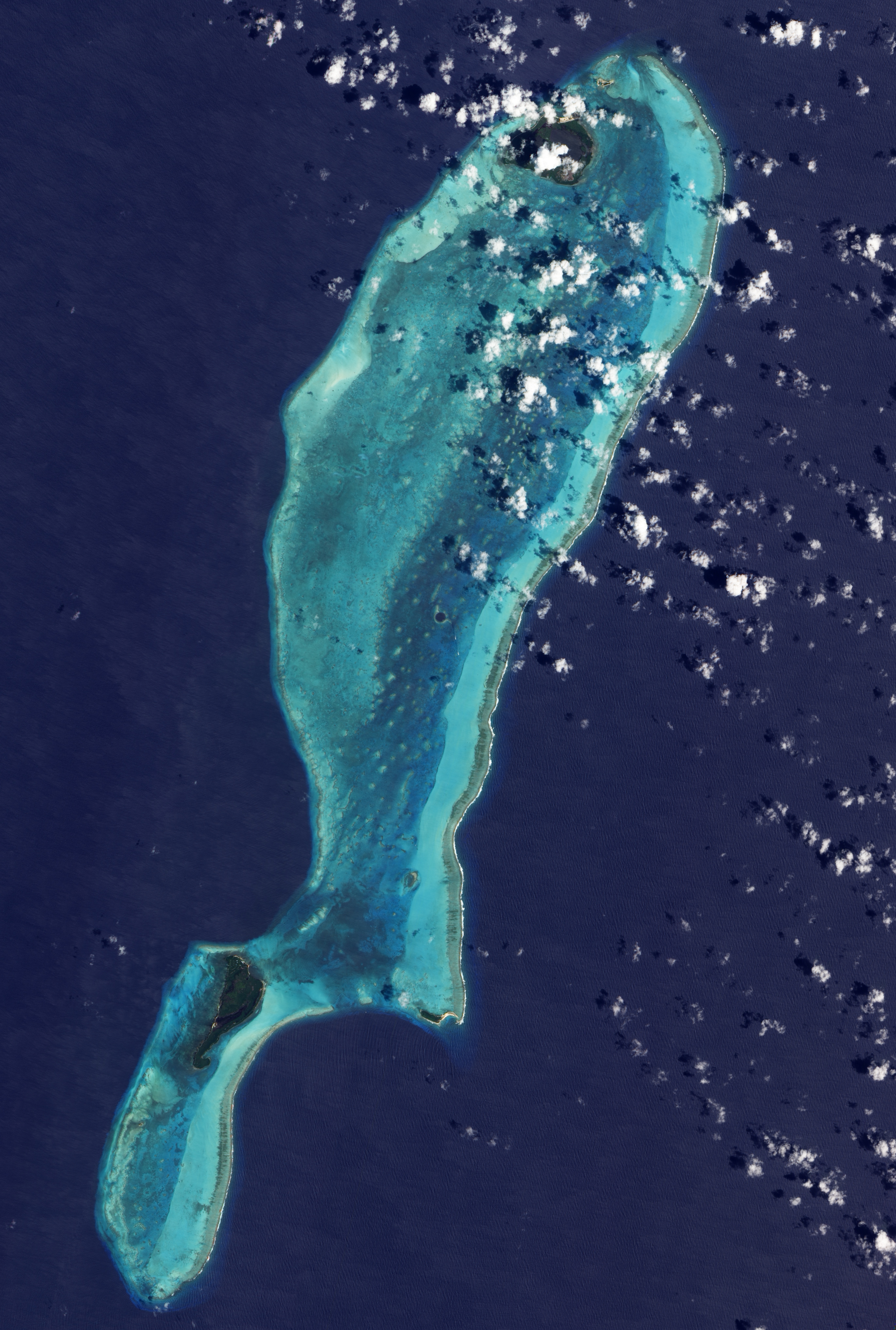
Zdjęcie satelitarne atolu Lighthouse Reef, Great Blue Hole widoczna mniej więcej w środku zdjęcia

Great Blue Hole – wielka rozpadlina (jaskinia morska) rafy koralowej w Morzu Karaibskim. Oddalona jest od Belize City o około 80 km w głąb morza, pośrodku atolu Lighthouse Reef.
Jest widoczna z kosmosu, a swoją popularność zyskała dzięki filmom telewizyjnym i prezentacjom wypraw morskich Jacques’a Cousteau. Obecnie stanowi ona wielką atrakcję dla nurków i tych, którzy pragną podziwiać podwodny świat. Została objęta patronatem UNESCO.
W pobliżu Great Blue Hole leży wyspa Half Moon Caye.

## Charakterystyka
Okolona turkusowym morzem i pierścieniem żywej rafy, ciemnogranatowa Great Blue Hole w rzeczywistości jest głęboką podwodną studnią o głębokości 124 metrów i szerokości 300 m. Zrąb studni zaczyna się na ok. 20 metrach.
Podczas epoki lodowcowej była to ogromna jaskinia, która znajdowała się powyżej poziomu morza i była częścią kompleksu podwodnych jaskiń. Gdy lód topniał, poziom morza podniósł się ponad 91 m. Prawdopodobnie w wyniku trzęsienia ziemi i pod wpływem ciśnienia wody pokrywa systemu jaskiniowego załamała się i tak utworzył się lej krasowy, który znamy do dziś.
Prawie pionowe ściany opadają na głębokość mniej więcej 35 metrów, gdzie studnia się rozszerza w ogromną salę z wielkimi stalaktytami, niektóre mają długość aż 15 m. Dno sali znajduje się na głębokości 124 m. Turyści nurkują zwykle do stropu sali – na głębokość około 35 m.
Podwodna widoczność przekracza 60 metrów. Przejrzyste wody wokół pierścienia rafy świetnie się nadają do nurkowania z rurką. Można się tam udać na całodniową wyprawę, które są organizowane z Belize City, z wyspy Ambergris Caye lub Long Caye.
W Great Blue Hole można spotkać ryby rafowe, barakudy oraz różne gatunki rekinów (jak np. żarłacz tępogłowy).

## Badania Cousteau
Rozsławił ją francuski oceanograf Jacques-Yves Cousteau, który w 1971 roku jako pierwszy ją badał, wpływając do niej statkiem badawczym Calypso. Za pomocą niewielkiej ilości materiałów wybuchowych, otworzył przejście w rafie i wprowadził swój statek. Cousteau wraz z załogą badał studnię przez kilka miesięcy, także za pomocą pojazdów głębinowych.